# رايموند هارفي
رايموند هارفي (بالإنجليزية: Raymond Harvey)‏ هو عسكري أمريكي، ولد في 1 مارس 1920 في فورد في الولايات المتحدة، وتوفي في 18 نوفمبر 1996 في سكوتسديل في الولايات المتحدة.